# Nekrolog 4. Quartal 1973
Nekrolog
◄◄
| ◄
| 1969
| 1970
| 1971
| 1972
| 1973 | 1974 | 1975 | 1976 | 1977 | ► | ►►
1. Quartal |
2. Quartal |
3. Quartal |
4. Quartal 1973
Weitere Ereignisse | Allgemeiner Nekrolog 1973
Die Beschreibung der verstorbenen Person sollte so kurz wie möglich gehalten sein und nur deren signifikante Tätigkeit(en) enthalten.
Neue Namen ggf. auch unter dem Geburts- und Sterbedatum, also etwa unter 1. Januar und im Geburts- und Sterbejahr (2024) eintragen (nur bei entsprechender großer Wichtigkeit). Für Beispiele siehe die schon vorhandenen Artikel.
Außerdem über die fünf zuletzt Verstorbenen, zu denen es einen ausreichend guten Artikel für eine Präsentation auf der Hauptseite gibt, nach der todesbedingten Überarbeitung der Artikel ggf. auch unter Wikipedia Diskussion:Hauptseite informieren und sie am besten auch in den anderen Wikipedia-Sprachversionen eintragen. Tipp: Regelmäßig bei news.google.de nach „ist tot“, „gestorben“ oder „verstorben“ suchen.
Wenn eine Person gestorben ist, gibt es viele Seiten zu dieser Person in der Wikipedia, die davon auch betroffen sind und entsprechend aktualisiert werden müssen. Beispiele: Namenübersichtsseite, Geburtsjahr, Geburtsort-Seiten und viele mehr.
Wie finde ich die betroffenen Seiten?
Im Suchfeld auf der linken Seite gibt man den Suchbegriff so ein: „Vorname Nachname“. Dann klickt man auf Volltext und alle Seiten mit entsprechendem Suchtext werden aufgerufen. Hier sieht man dann schnell, wo auch das Todesjahr Sinn macht oder sogar ein Teil des Artikels angepasst werden muss. Auch hilft das „Werkzeug“ auf der linken Seite sehr gut, um solche Seiten aufzufinden: „Links auf diese Seite“. Somit ist die Wikipedia wieder aktuell in allen Bereichen! Hinweis: bei Eintragung der Kategorie „Gestorben JAHR“ wird der Missbrauchsfilter 49 ausgelöst, was jedoch nicht schlimm ist. Siehe: Spezial:Missbrauchsfilter/49
Dies ist eine Liste von im vierten Quartal 1973 verstorbenen bekannten Persönlichkeiten. Die Einträge erfolgen innerhalb der einzelnen Daten alphabetisch sortiert. Tiere sind im Nekrolog für Tiere zu finden.

## Oktober
| Tag         | Name                                               | Beruf, bekannt als                                                                                              | Alter | Beleg |
| ----------- | -------------------------------------------------- | --- | ----- | ----- |
| 1. Oktober  | Ercole Drei                                        | italienischer Bildhauer                                                                                         | 87    |       |
| 1. Oktober  | Kurt Gehrmann                                      | deutscher Politiker (SPD), MdL                                                                                  | 61    |       |
| 1. Oktober  | Karl Hermann                                       | deutscher Politiker (USPD, SPD, SED), MdR                                                                       | 87    |       |
| 1. Oktober  | Mohammad Haschim Maiwandwal                        | afghanischer Politiker und Journalist                                                                           |       |       |
| 1. Oktober  | Hans Pirchegger                                    | österreichischer Historiker                                                                                     | 98    |       |
| 1. Oktober  | Carlos Schneberger                                 | chilenischer Fußballspieler                                                                                     | 71    |       |
| 1. Oktober  | Herbert Strutz                                     | österreichischer Journalist und Schriftsteller                                                                  | 71    |       |
| 1. Oktober  | Paul Theer                                         | österreich-ungarischer Architekt                                                                                | 71    |       |
| 1. Oktober  | Alvar Thiel                                        | schwedischer Segler                                                                                             | 80    |       |
| 2. Oktober  | Erwin Münchow                                      | deutscher Politiker (SPD), MdL                                                                                  | 85    |       |
| 2. Oktober  | Paavo Nurmi                                        | finnischer Leichtathlet                                                                                         | 76    |       |
| 2. Oktober  | Alois Tresp                                        | deutscher Klassischer Philologe und Gymnasiallehrer                                                             | 88    |       |
| 2. Oktober  | Hans Zauner                                        | deutscher Kommunalpolitiker (NSDAP, CSU)                                                                        | 87    |       |
| 3. Oktober  | Renato Anselmi                                     | italienischer Säbelfechter                                                                                      | 81    |       |
| 3. Oktober  | Otto Mauer                                         | österreichischer römisch-katholischer Priester und Kunstsammler                                                 | 66    |       |
| 3. Oktober  | Carl Wilhelm Petersén                              | schwedischer Curler                                                                                             | 89    |       |
| 3. Oktober  | Karl Wührer                                        | österreichischer Historiker                                                                                     | 70    |       |
| 4. Oktober  | Anne Fries                                         | deutsche Politikerin (SPD), MdL                                                                                 | 66    |       |
| 4. Oktober  | Ernst Joseph Görlich                               | österreichischer Historiker und Schriftsteller                                                                  | 67    |       |
| 4. Oktober  | Alfred Gottschalk                                  | deutsch-australischer Biochemiker                                                                               | 79    |       |
| 4. Oktober  | Ermyntrude Harvey                                  | britische Tennisspielerin                                                                                       | 78    |       |
| 4. Oktober  | Anna Hyatt Huntington                              | US-amerikanische Bildhauerin                                                                                    | 97    |       |
| 4. Oktober  | Heinz Janert                                       | deutscher Bodenkundler                                                                                          | 75    |       |
| 4. Oktober  | Walter Montagu-Douglas-Scott, 8. Duke of Buccleuch | britischer Politiker                                                                                            | 78    |       |
| 4. Oktober  | Karl Pönitz                                        | deutscher Psychiater und Hochschullehrer                                                                        | 85    |       |
| 4. Oktober  | Joseph-Élie Savaria                                | kanadischer Organist und Musikpädagoge                                                                          | 86    |       |
| 5. Oktober  | Giuseppe Becce                                     | italienischer Filmkomponist und Schauspieler                                                                    | 96    |       |
| 5. Oktober  | Sidney Blackmer                                    | US-amerikanischer Schauspieler                                                                                  | 78    |       |
| 5. Oktober  | Egbert Mannlicher                                  | österreichischer Verfassungs- und Verwaltungsjurist                                                             | 91    |       |
| 5. Oktober  | Annelies von Ribbentrop                            | deutsche Autorin                                                                                                | 77    |       |
| 5. Oktober  | Milunka Savić                                      | serbische Soldatin                                                                                              |       |       |
| 5. Oktober  | Anna Maria Schulte                                 | deutsche Sozialdemokratin und Sozialaktivistin                                                                  | 87    |       |
| 6. Oktober  | Spencer Akin                                       | US-amerikanischer Offizier der US Army                                                                          | 84    |       |
| 6. Oktober  | François Cevert                                    | französischer Automobilrennfahrer                                                                               | 29    |       |
| 6. Oktober  | Johannes Derksen                                   | deutscher Schriftsteller und katholischer Priester                                                              | 74    |       |
| 6. Oktober  | Poul Preben Jørgensen                              | dänischer Turner                                                                                                | 81    |       |
| 6. Oktober  | Dick Laan                                          | niederländischer Kinderbuchautor und Filmpionier                                                                | 78    |       |
| 6. Oktober  | Dennis Price                                       | britischer Schauspieler                                                                                         | 58    |       |
| 6. Oktober  | Arnold Walter                                      | tschechisch-kanadischer Musikpädagoge und -schriftsteller, Komponist                                            | 71    |       |
| 7. Oktober  | Sigismund von Bibra                                | deutscher Diplomat                                                                                              | 79    |       |
| 7. Oktober  | Bonner Fellers                                     | US-amerikanischer General                                                                                       | 77    |       |
| 7. Oktober  | Käthe Heintze                                      | deutsche Kindergärtnerin und Pädagogin                                                                          | 84    |       |
| 7. Oktober  | Oto Jurģis                                         | lettischer Speerwerfer                                                                                          | 69    |       |
| 7. Oktober  | Theodor Kraus                                      | deutscher Wirtschafts- und Sozialgeograph                                                                       | 79    |       |
| 7. Oktober  | Lucien Servanty                                    | französischer Luftfahrtingenieur                                                                                | 64    |       |
| 8. Oktober  | Otto J. Brendel                                    | deutsch-US-amerikanischer Klassischer Archäologe                                                                | 71    |       |
| 8. Oktober  | Louis Hugo Frank                                   | deutscher Hochschullehrer in Japan                                                                              | 87    |       |
| 8. Oktober  | Hilde Lucht-Perske                                 | deutsche Politikerin (SPD), MdA                                                                                 | 71    |       |
| 8. Oktober  | Gabriel Marcel                                     | französischer Philosoph und Begründer des christlichen Existenzialismus                                         | 83    |       |
| 8. Oktober  | Gustav Müller                                      | deutscher Politiker (GB/BHE), MdL                                                                               | 64    |       |
| 8. Oktober  | Josef Urbach                                       | deutscher Maler und Grafiker                                                                                    | 84    |       |
| 9. Oktober  | Richard Åbrink                                     | schwedischer Speerwerfer                                                                                        | 84    |       |
| 9. Oktober  | Gustav Carstens                                    | deutscher Fußballspieler                                                                                        | 60    |       |
| 9. Oktober  | Charles M. Dawson                                  | US-amerikanischer Politiker                                                                                     | 80    |       |
| 9. Oktober  | Franz Petrak                                       | österreichischer Botaniker                                                                                      | 87    |       |
| 9. Oktober  | Rosetta Tharpe                                     | US-amerikanische Gospel-Sängerin                                                                                | 58    |       |
| 10. Oktober | Benno Bardi                                        | deutsch-britischer Komponist und Dirigent                                                                       | 83    |       |
| 10. Oktober | Ludwig von Mises                                   | österreichisch-amerikanischer Wirtschaftswissenschaftler                                                        | 92    |       |
| 10. Oktober | Adolf Ott                                          | deutscher SS-Obersturmbannführer                                                                                | 68    |       |
| 10. Oktober | Hermann Reinecke                                   | deutscher Offizier, zuletzt General der Infanterie sowie verurteilter Kriegsverbrecher                          | 85    |       |
| 11. Oktober | Conrad Frederick Roediger                          | deutscher Diplomat, Richter des Bundesverfassungsgerichts und                                                   | 86    |       |
| 11. Oktober | Fritz Schröter                                     | deutscher Physiker und Fernsehpionier                                                                           | 86    |       |
| 12. Oktober | Peter Aufschnaiter                                 | österreichischer Bergsteiger, Agrarwissenschaftler, Entwicklungshelfer und Kartograf                            | 73    |       |
| 12. Oktober | Hermann Hansen                                     | deutscher Politiker (NSDAP), MdR                                                                                | 75    |       |
| 12. Oktober | Harry Johnston                                     | englischer Fußballspieler                                                                                       | 54    |       |
| 12. Oktober | Werner Kogge                                       | deutscher Verwaltungsjurist und Landrat                                                                         | 86    |       |
| 12. Oktober | Georg Mack                                         | deutscher Politiker (CSU), MdL                                                                                  | 74    |       |
| 12. Oktober | Alois Puff                                         | italienischer Widerstandskämpfer (Südtirol)                                                                     | 82    |       |
| 12. Oktober | Friedrich von Wick                                 | deutscher Philologe, Historiker und Verwaltungsbeamter                                                          | 87    |       |
| 13. Oktober | Witold Gerutto                                     | polnischer Kugelstoßer und Zehnkämpfer                                                                          | 61    |       |
| 13. Oktober | Wolfgang Kroug                                     | Philosoph, Pädagoge und Psychotherapeut                                                                         | 83    |       |
| 13. Oktober | Ernst Reischenböck                                 | österreichischer Maler und Grafiker                                                                             |       |       |
| 13. Oktober | Cevat Şakir                                        | türkischer Dissident, Schriftsteller und Journalist                                                             | 87    |       |
| 14. Oktober | Alfons Maria Borst                                 | deutscher Bezirksschulrat, Heimatforscher, Archivpfleger und Autor                                              | 80    |       |
| 14. Oktober | Perry Botkin Sr.                                   | US-amerikanischer Jazzmusiker, Komponist und Songwriter                                                         | 66    |       |
| 14. Oktober | Georges Brunschvig                                 | Schweizer Rechtsanwalt                                                                                          | 65    |       |
| 14. Oktober | Ernst Hirsch                                       | österreichischer Geistlicher und Politiker (CSP), Landtagsabgeordneter, Abgeordneter zum Nationalrat            | 81    |       |
| 14. Oktober | Whitney Jennings Oates                             | US-amerikanischer Klassischer Philologe                                                                         | 69    |       |
| 14. Oktober | Fritz Opel                                         | deutscher politischer Aktivist, Redakteur, Herausgeber und Gewerkschafter                                       | 61    |       |
| 14. Oktober | Max Stefl                                          | deutscher Germanist und Bibliothekar                                                                            | 85    |       |
| 15. Oktober | Eduardo Dibós Chappuis                             | peruanischer Politiker und Rennfahrer                                                                           | 46    |       |
| 15. Oktober | Ferdinand Maaß                                     | österreichischer Jesuit, Theologe und Kirchenhistoriker                                                         | 71    |       |
| 15. Oktober | Claude Rolland                                     | französischer römisch-katholischer Ordensgeistlicher, Bischof von Antsirabé                                     | 63    |       |
| 15. Oktober | Fritz Schäfer                                      | deutscher Ringer                                                                                                | 61    |       |
| 15. Oktober | Hannah Sylvester                                   | US-amerikanische Bluessängerin                                                                                  | 70    |       |
| 15. Oktober | Jacques Vandier                                    | französischer Ägyptologe                                                                                        |       |       |
| 15. Oktober | Andy Wilson                                        | schottischer Fußballspieler und -trainer                                                                        | 77    |       |
| 16. Oktober | Josef Aust                                         | deutscher Politiker (CDU), MdL                                                                                  | 74    |       |
| 16. Oktober | Pietro Freschi                                     | italienischer Ruderer                                                                                           | 67    |       |
| 16. Oktober | Ischi von König                                    | deutsche Malerin                                                                                                | 91    |       |
| 16. Oktober | Gene Krupa                                         | amerikanischer Jazz- und Bigband-Schlagzeuger                                                                   | 64    |       |
| 16. Oktober | Thomas Lauritsen                                   | US-amerikanischer experimenteller Kernphysiker                                                                  | 57    |       |
| 16. Oktober | Richard Schmidt                                    | deutscher Kunsthistoriker und Denkmalpfleger                                                                    | 84    |       |
| 16. Oktober | Emil Voigt                                         | britischer Leichtathlet                                                                                         | 90    |       |
| 17. Oktober | Ingeborg Bachmann                                  | österreichische Schriftstellerin                                                                                | 47    |       |
| 17. Oktober | Bernt Balchen                                      | norwegischer Polarforscher, Luftfahrtpionier und US-Colonel                                                     | 73    |       |
| 17. Oktober | Alfred Ernst                                       | Schweizer Jurist, Offizier und Militärstratege                                                                  | 68    |       |
| 17. Oktober | Wilhelm Hagemann                                   | deutscher Schachkomponist                                                                                       | 74    |       |
| 17. Oktober | Doris Reichmann                                    | deutsche Gymnastiklehrerin                                                                                      | 81    |       |
| 17. Oktober | Naftali Herz Tur-Sinai                             | israelischer Philologe und Bibelausleger                                                                        | 86    |       |
| 17. Oktober | Herbert Sanford Walters                            | US-amerikanischer Politiker                                                                                     | 91    |       |
| 18. Oktober | Elsie Bowerman                                     | britische Autorin, Anwältin und aktive Frauenrechtlerin                                                         | 83    |       |
| 18. Oktober | Wilhelm Brandt                                     | deutscher evangelischer Theologe                                                                                | 79    |       |
| 18. Oktober | Carl Geyer                                         | deutscher Musikinstrumentenbauer                                                                                | 92    |       |
| 18. Oktober | Hans John                                          | deutscher Maler, Zeichner, Radierer und Illustrator                                                             | 84    |       |
| 18. Oktober | Walt Kelly                                         | US-amerikanischer Trickfilmzeichner, Comiczeichner und -autor                                                   | 60    |       |
| 18. Oktober | Theodor Schmidt                                    | österreichischer Sportfunktionär und Industrieller                                                              | 82    |       |
| 18. Oktober | Hans Schwippert                                    | deutscher Architekt und Hochschullehrer                                                                         | 74    |       |
| 18. Oktober | Song Ailing                                        | chinesische Frau, Soong-Schwester                                                                               | 83    |       |
| 18. Oktober | Leo Strauss                                        | deutsch-amerikanischer Philosoph                                                                                | 74    |       |
| 18. Oktober | Crane Wilbur                                       | US-amerikanischer Filmregisseur, Filmschauspieler und Drehbuchautor                                             | 86    |       |
| 19. Oktober | Margaret Anderson                                  | US-amerikanische Schriftstellerin; Gründerin und Herausgeberin von „The Little Review“                          | 86    |       |
| 19. Oktober | Hermann Herrigel                                   | deutscher Journalist und Redakteur                                                                              | 85    |       |
| 19. Oktober | Adolf Landolt                                      | Schweizer Politiker (SP)                                                                                        | 66    |       |
| 20. Oktober | Walter Arnold                                      | deutscher Fabrikant                                                                                             | 82    |       |
| 20. Oktober | Alfred Baumann                                     | deutscher Politiker (SED)                                                                                       | 73    |       |
| 20. Oktober | Saweli Moissejewitsch Feinberg                     | sowjetischer Physiker                                                                                           | 62    |       |
| 20. Oktober | Auguste Garrebeek                                  | belgischer Radrennfahrer                                                                                        | 61    |       |
| 20. Oktober | Janheinz Jahn                                      | deutscher Schriftsteller, Herausgeber und Übersetzer neoafrikanischer Literatur                                 | 55    |       |
| 20. Oktober | Lucien Moraweck                                    | französischer Jazz-Pianist, Arrangeur und Filmkomponist französischer Herkunft                                  | 72    |       |
| 20. Oktober | Jewgeni Wassiljewitsch Nowikow                     | sowjetischer Gewichtheber                                                                                       | 49    |       |
| 20. Oktober | Emil Seifert                                       | tschechoslowakischer Fußballspieler und -trainer                                                                | 73    |       |
| 20. Oktober | Henry Wells                                        | australischer Generalleutnant                                                                                   | 75    |       |
| 21. Oktober | Conrad Carlsrud                                    | norwegischer Turner und Speerwerfer                                                                             | 89    |       |
| 21. Oktober | Alan Cobham                                        | britischer Luftfahrtpionier und -unternehmer                                                                    | 79    |       |
| 21. Oktober | Fritz Deike                                        | deutscher Fußballnationalspieler                                                                                | 60    |       |
| 21. Oktober | Nasif Estéfano                                     | argentinischer Autorennfahrer                                                                                   | 40    |       |
| 21. Oktober | Oliver MacDonald                                   | US-amerikanischer Leichtathlet                                                                                  | 69    |       |
| 21. Oktober | Henry Stallard                                     | britischer Mittelstreckenläufer und Augenarzt                                                                   | 72    |       |
| 21. Oktober | Otto Albert Tichý                                  | tschechoslowakischer Komponist                                                                                  | 83    |       |
| 22. Oktober | Franz Adickes                                      | deutscher Chemiker                                                                                              | 75    |       |
| 22. Oktober | Pau Casals                                         | spanischer Cellist                                                                                              | 96    |       |
| 22. Oktober | Antonio Hernández Gallegos                         | mexikanischer Geistlicher, Bischof von Tabasco                                                                  | 61    |       |
| 22. Oktober | Karl Höfler                                        | österreichischer Botaniker und Pflanzenphysiologe                                                               | 80    |       |
| 23. Oktober | Carl Henry Eckart                                  | US-amerikanischer Physiker und Ozeanograph                                                                      | 71    |       |
| 23. Oktober | David Hogg                                         | US-amerikanischer Politiker                                                                                     | 87    |       |
| 23. Oktober | Ralph Mulford                                      | US-amerikanischer Automobilrennfahrer und Unternehmer                                                           | 88    |       |
| 23. Oktober | Menashe Oppenheim                                  | jiddischsprachiger Schauspieler und Sänger in Polen und den USA                                                 | 68    |       |
| 23. Oktober | Otto Tetjus Tügel                                  | deutscher Schriftsteller, Maler, Musiker und Kabarettist                                                        | 80    |       |
| 24. Oktober | Fritz Picard                                       | deutsch-französischer Buchhändler                                                                               | 84    |       |
| 24. Oktober | Frank Small                                        | US-amerikanischer Politiker                                                                                     | 77    |       |
| 25. Oktober | Abebe Bikila                                       | äthiopischer Marathonläufer und zweifacher Olympiasieger                                                        | 41    |       |
| 25. Oktober | Johan Knudsen                                      | grönländischer Landesrat                                                                                        | 51    |       |
| 25. Oktober | Eduard Leuze                                       | deutscher Politiker (FDP, DVP), MdB, MdL                                                                        | 66    |       |
| 25. Oktober | Kadri Göktulga                                     | türkischer Fußballspieler und -funktionär                                                                       | 69    |       |
| 25. Oktober | Émile Masson senior                                | belgischer Radrennfahrer                                                                                        | 85    |       |
| 25. Oktober | Jørgen Poulsen                                     | grönländischer Landesrat, Katechet, Lehrer und Schafzüchter                                                     | 53    |       |
| 25. Oktober | Robert Scholl                                      | deutscher Politiker (GVP), MdL und Vater der Geschwister Scholl                                                 | 82    |       |
| 25. Oktober | Paul Schuitema                                     | niederländischer Graphik-Designer                                                                               | 76    |       |
| 26. Oktober | James Bell                                         | US-amerikanischer Schauspieler                                                                                  | 81    |       |
| 26. Oktober | Ludolf Grisebach                                   | deutscher Filmeditor                                                                                            | 67    |       |
| 26. Oktober | Semjon Michailowitsch Budjonny                     | Marschall der Sowjetunion, dreifacher Held der Sowjetunion                                                      | 90    |       |
| 26. Oktober | Robert Feix                                        | Industrieller                                                                                                   | 80    |       |
| 26. Oktober | Friedrich Wilhelm Fischer-Derenburg                | deutscher Maler                                                                                                 | 91    |       |
| 26. Oktober | Alick Foord-Kelcey                                 | britischer Offizier der Luftstreitkräfte des Vereinigten Königreichs                                            | 60    |       |
| 26. Oktober | Christian Foppa                                    | Schweizer Politiker (KVP)                                                                                       | 92    |       |
| 26. Oktober | Hans Kersig                                        | deutscher Politiker (FDP), MdL                                                                                  | 70    |       |
| 26. Oktober | Wolfgang Ullrich                                   | deutscher Zoologe, Tierfilmer, Tierbuchautor, Zoo-Direktor                                                      | 50    |       |
| 27. Oktober | Otto Blümel                                        | deutscher Möbel- und Produktdesigner                                                                            | 92    |       |
| 27. Oktober | Kadri Cemilpascha                                  | kurdischer Offizier und Politiker                                                                               |       |       |
| 27. Oktober | Allan Lane                                         | US-amerikanischer Schauspieler                                                                                  | 64    |       |
| 27. Oktober | Josef Tichy                                        | österreichischer Übersetzer                                                                                     | 78    |       |
| 27. Oktober | Luis Rafael de la Trinidad Otilio Ulate Blanco     | Präsident Costa Ricas                                                                                           | 82    |       |
| 28. Oktober | Lis Beyer-Volger                                   | deutsche Textildesignerin und Weberin                                                                           | 67    |       |
| 28. Oktober | Conrad Engelhardt                                  | deutscher Marineoffizier, zuletzt Konteradmiral im Zweiten Weltkrieg                                            | 75    |       |
| 28. Oktober | Mikkjel Fønhus                                     | norwegischer Schriftsteller                                                                                     | 79    |       |
| 28. Oktober | Tāhā Husain                                        | arabischer Schriftsteller                                                                                       | 83    |       |
| 28. Oktober | Heinrich Kleibauer                                 | deutscher Autor                                                                                                 | 91    |       |
| 28. Oktober | Rudolf Lotz                                        | deutscher Kommunalpolitiker                                                                                     | 72    |       |
| 28. Oktober | Kurt Massloff                                      | deutscher Maler                                                                                                 | 81    |       |
| 28. Oktober | Rudolf Meyer-Ronnenberg                            | deutscher Politiker (GB/BHE, CDU), MdB                                                                          | 68    |       |
| 28. Oktober | Cleo Moore                                         | amerikanische Filmschauspielerin und Pin-up-Girl                                                                | 48    |       |
| 28. Oktober | Charles G. Oakman                                  | US-amerikanischer Politiker                                                                                     | 70    |       |
| 28. Oktober | John P. Saylor                                     | US-amerikanischer Politiker                                                                                     | 65    |       |
| 28. Oktober | Sergio Tofano                                      | italienischer Comiczeichner, Schriftsteller, Regisseur, Schauspieler und Maskenbildner                          | 90    |       |
| 28. Oktober | Arnold Karl Wratschko                              | österreichischer Landschaftsmaler                                                                               | 73    |       |
| 29. Oktober | Sargis Barchudarjan                                | armenischer Komponist                                                                                           | 86    |       |
| 29. Oktober | Johnny Coulon                                      | kanadischer Boxer                                                                                               | 84    |       |
| 29. Oktober | Lothar Hartmann                                    | deutscher Rundfunk-Journalist                                                                                   | 65    |       |
| 29. Oktober | Estanislau de Figueiredo Pamplona                  | brasilianischer Fußballnationalspieler                                                                          | 69    |       |
| 29. Oktober | Heiko Schwartz                                     | deutscher Wasserballspieler                                                                                     | 62    |       |
| 30. Oktober | Ernst-Lothar von Knorr                             | deutscher Komponist und Musikpädagoge                                                                           | 77    |       |
| 30. Oktober | Ants Lauter                                        | estnischer Schauspieler, Theaterdirektor und Pädagoge                                                           | 79    |       |
| 30. Oktober | Veljko Maričić                                     | jugoslawischer Schauspieler                                                                                     | 66    |       |
| 30. Oktober | Georg Rauchenberger                                | Heimatforscher                                                                                                  | 78    |       |
| 30. Oktober | Willy Völker                                       | deutscher Fußballspieler                                                                                        | 83    |       |
| 30. Oktober | Hans Wolffheim                                     | deutscher Lehrer, Literaturwissenschaftler und Lyriker                                                          | 69    |       |
| 31. Oktober | James Adams                                        | englischer Fußballspieler                                                                                       | 77    |       |
| 31. Oktober | Victor Band                                        | österreichischer Politiker (NSDAP), MdR                                                                         | 75    |       |
| 31. Oktober | Malek Bennabi                                      | algerischer Philosoph                                                                                           |       |       |
| 31. Oktober | Hans Burger                                        | Schweizer Forstwissenschaftler                                                                                  | 84    |       |
| 31. Oktober | Nellie Cressall                                    | britische Frauenrechtlerin und Kommunalpolitikerin                                                              | 90    |       |
| 31. Oktober | Merlyn Oliver Evans                                | britischer Maler und Grafiker                                                                                   | 63    |       |
| 31. Oktober | Ludwig Hinteregger                                 | österreichischer Politiker (CSP), Landtagsabgeordneter zum Vorarlberger Landtag                                 | 81    |       |
| 31. Oktober | Ignaz Kuhngamberger                                | deutscher Landwirt und Politiker (CDU), MdL                                                                     | 80    |       |
| 31. Oktober | Max Werner Lenz                                    | Schweizer Schauspieler, Regisseur, Kabarettist und Autor                                                        | 86    |       |
| 31. Oktober | Aschaltschi Oki                                    | russische bzw. sowjetische Dichterin, Übersetzerin und Augenärztin                                              | 75    |       |
| 31. Oktober | Lucha Reyes                                        | peruanische Sängerin                                                                                            | 37    |       |
| 31. Oktober | Walther Schröder                                   | deutscher Politiker (NSDAP), MdR, Verantwortlicher für den Judenmord im Reichskommissariat Ostland, SS-Briga... | 70    |       |
| 31. Oktober | Elisabeth Staengel                                 | deutsche Unternehmerin                                                                                          |       |       |
| 31. Oktober | Dietz von Thüngen                                  | deutscher Landwirt und Politiker (CNBL), MdR                                                                    | 79    |       |
| 31. Oktober | Rudolph Walther                                    | deutscher Kommunalpolitiker und Oberbürgermeister von Mainz                                                     | 82    |       |
| 31. Oktober | Paul Dudley White                                  | US-amerikanischer Kardiologe                                                                                    | 87    |       |
| Oktober     | Ludwig Breuel                                      | deutscher Fußballspieler                                                                                        | 76    |       |
| Oktober     | Charles Eisler                                     | ungarisch-US-amerikanischer Unternehmer                                                                         | 88    |       |
| Oktober     | Franz Essel                                        | österreichischer Film- und Theaterschauspieler, Theaterregisseur, Spielleiter und Hörspielsprecher              | 64    |       |
| Oktober     | Leo Gerstenzang                                    | polnisch-US-amerikanischer Erfinder des Wattestäbchens                                                          | 81    |       |

## November
| Tag          | Name                                  | Beruf, bekannt als                                                                                   | Alter | Beleg |
| ------------ | ------------------------------------- | --- | ----- | ----- |
| 1. November  | James Abbe                            | amerikanischer Fotograf, Journalist und Radiomoderator                                               | 90    |       |
| 1. November  | Héctor Acosta                         | argentinischer Radrennfahrer                                                                         | 39    |       |
| 1. November  | Catherine Drinker Bowen               | US-amerikanische Biografin                                                                           | 76    |       |
| 1. November  | Ignaz Hinterleithner                  | österreichischer Schriftsteller, Pädagoge und Politiker                                              | 75    |       |
| 1. November  | Hermann Schiebel                      | deutscher Kunstmaler und Grafiker                                                                    | 77    |       |
| 2. November  | Elisabeth Griehl                      | deutsche Politikerin (SED)                                                                           | 79    |       |
| 2. November  | Herbert James Hunt                    | britischer Romanist und Literaturwissenschaftler                                                     |       |       |
| 2. November  | Bernhard Kock                         | deutscher Klassischer Philologe und Gymnasialdirektor                                                | 88    |       |
| 2. November  | Alice Ludwig-Rasch                    | deutsche Filmeditorin                                                                                | 63    |       |
| 2. November  | Greasy Neale                          | US-amerikanischer American-Football-Trainer und Baseballspieler                                      | 81    |       |
| 2. November  | William Seeds                         | britischer Botschafter                                                                               | 91    |       |
| 2. November  | Robert Siewert                        | deutscher Politiker und Widerstandskämpfer gegen den Nationalsozialismus                             | 85    |       |
| 2. November  | Jiří Verberger                        | tschechischer Jazzpianist, Sänger, Arrangeur und Komponist                                           | 60    |       |
| 2. November  | Margarita Woloschin                   | russische Malerin und Schriftstellerin                                                               | 91    |       |
| 3. November  | Marc Allégret                         | französischer Regisseur                                                                              | 72    |       |
| 3. November  | Arturo de Córdova                     | mexikanischer Schauspieler                                                                           | 65    |       |
| 3. November  | Guglielmo Del Bimbo                   | italienischer Ruderer                                                                                | 70    |       |
| 3. November  | Heinrich Eberhard                     | deutscher Maler                                                                                      | 89    |       |
| 3. November  | Harry Grumpelt                        | US-amerikanischer Hochspringer                                                                       | 88    |       |
| 3. November  | Georg Kantz                           | österreichischer Mathematiker und Hochschullehrer                                                    | 76    |       |
| 3. November  | Max Kaufmann                          | Schweizer Politiker                                                                                  | 68    |       |
| 3. November  | Erich Adolf Lotz                      | deutscher evangelischer Theologe, Studienrat, Dozent und Schriftsteller                              | 76    |       |
| 3. November  | Karl Souradny                         | deutscher Architekt                                                                                  | 69    |       |
| 3. November  | Eduard Speck                          | österreichischer Politiker, Landtagsabgeordneter                                                     | 88    |       |
| 4. November  | Francis John Doyle                    | australischer Geistlicher, Bischof von Sideia                                                        | 76    |       |
| 4. November  | Haim G. Ginott                        | israelischer Psychologe                                                                              | 51    |       |
| 4. November  | Wsewolod Anissimowitsch Kotschetow    | russischer Schriftsteller und Kultur-Funktionär                                                      | 61    |       |
| 4. November  | Ugo Pozzan                            | italienischer Fußballspieler und -trainer                                                            | 43    |       |
| 4. November  | Karl Heinrich Waggerl                 | österreichischer Schriftsteller                                                                      | 75    |       |
| 5. November  | Elli Büttner                          | deutsche Bühnenbildnerin und Kostümbildnerin                                                         | 72    |       |
| 5. November  | Joaquín Maurín                        | spanischer Politiker und Zeitungsverleger                                                            | 77    |       |
| 5. November  | József Réti                           | ungarischer Opernsänger (Tenor)                                                                      | 48    |       |
| 5. November  | Alfred Romer                          | US-amerikanischer Paläontologe                                                                       | 78    |       |
| 6. November  | Pierre Bommertz                       | luxemburgischer Fußballspieler                                                                       | 66    |       |
| 06. November | Karl Borner                           | Schweizer Leichtathlet                                                                               | 75    |       |
| 6. November  | Herma Clement                         | deutsche Film- und Bühnen-Schauspielerin und Schauspiellehrerin                                      | 75    |       |
| 6. November  | Noël Roquevert                        | französischer Filmschauspieler                                                                       | 80    |       |
| 6. November  | Friedrich Schmidt                     | deutscher Politiker (NSDAP), MdR                                                                     | 71    |       |
| 6. November  | Erich Wollenberg                      | stellvertretender Leiter der Roten Armee der bayerischen Räterepublik und KPD-Funktionär             | 81    |       |
| 7. November  | Alwin Elling                          | deutscher Filmregisseur                                                                              | 76    |       |
| 7. November  | Rudolf Pummerer                       | österreichisch-deutscher Chemiker                                                                    | 91    |       |
| 7. November  | Shima Kiyohide                        | Vizeadmiral der Kaiserlich Japanischen Marine                                                        | 95    |       |
| 8. November  | Harris Dunscombe Colt                 | US-amerikanischer Archäologe und Verleger archäologischer Fachliteratur                              | 72    |       |
| 8. November  | Anni Partzsch                         | deutsche Politikerin (SPD), MdA                                                                      | 68    |       |
| 8. November  | R. Ewing Thomason                     | US-amerikanischer Jurist und Politiker                                                               | 94    |       |
| 9. November  | Erik de Laval                         | schwedischer Pentathlet                                                                              | 85    |       |
| 9. November  | Heinz Gutsche                         | deutscher Politiker (SPD) und Staatswissenschaftler                                                  | 58    |       |
| 9. November  | Apostol Karamitew                     | bulgarischer Schauspieler                                                                            | 50    |       |
| 10. November | David Akeman                          | US-amerikanischer Country-Musiker                                                                    | 58    |       |
| 10. November | Otto Curland                          | deutscher Politiker (CDU), MdL                                                                       | 87    |       |
| 10. November | Doug Duke                             | US-amerikanischer Jazzmusiker                                                                        | ≈53   |       |
| 10. November | Otto Gakenholz                        | deutscher Politiker (NSDAP), MdR, MdL                                                                | 83    |       |
| 10. November | Max Hammer                            | Maler, Restaurator und Autor                                                                         | 88    |       |
| 10. November | Albert Hartmann                       | deutscher Klassischer Philologe und Bibliothekar                                                     | 88    |       |
| 10. November | Francesco Mattea                      | italienischer Fußballschiedsrichter                                                                  | 78    |       |
| 10. November | Williston B. Palmer                   | US-amerikanischer Offizier, General der US Army                                                      | 73    |       |
| 10. November | Kristine Scharaschidse                | georgische Politikerin und Pädagogin                                                                 |       |       |
| 10. November | August Schirmer                       | Schweizer Wirtschafts- und Rechtskonsulent und Politiker                                             | 65    |       |
| 10. November | Theodor Werner                        | deutscher lutherischer Pfarrer, Liturgiker und Kirchenlieddichter                                    | 81    |       |
| 10. November | Rosemary Theby                        | US-amerikanische Schauspielerin                                                                      | 81    |       |
| 11. November | Hasan al-Hudaibi                      | ägyptischer Richter und Generallenker der ägyptischen Muslimbrüder                                   |       |       |
| 11. November | Werner Canthal                        | deutscher Industriejurist                                                                            | 86    |       |
| 11. November | Albert Rais                           | Schweizer Politiker (FDP) und Bundesrichter                                                          | 85    |       |
| 11. November | Artturi Ilmari Virtanen               | finnischer Biochemiker, Nobelpreisträger für Chemie (1945)                                           | 78    |       |
| 12. November | Willy Ackermann                       | Schweizer Schauspieler, Operettenbuffo und Kabarettist                                               | 77    |       |
| 12. November | Alfred Ahner                          | deutscher Maler und Zeichner                                                                         | 83    |       |
| 12. November | Berthold Martin                       | deutscher Politiker (CDU), MdL, MdB                                                                  | 60    |       |
| 13. November | Rudolf Breinbauer                     | österreichischer Bildhauer und Bootsbauer                                                            | 85    |       |
| 13. November | Nicolas Eekman                        | belgischer Maler                                                                                     | 84    |       |
| 13. November | Richard von Frankenberg               | deutscher Journalist und Rennfahrer                                                                  | 51    |       |
| 13. November | B. S. Johnson                         | britischer Schriftsteller                                                                            | 40    |       |
| 13. November | Lila Lee                              | US-amerikanische Schauspielerin                                                                      | 72    |       |
| 13. November | Bruno Maderna                         | italienischer Komponist und Dirigent                                                                 | 53    |       |
| 13. November | Professor Tribini                     | dänischer Unterhaltungskünstler, Zauberer und Schauspieler                                           | 58    |       |
| 13. November | Elsa Schiaparelli                     | italienisch-französische Modeschöpferin                                                              | 83    |       |
| 14. November | Doug Bentley                          | kanadischer Eishockeyspieler                                                                         | 57    |       |
| 14. November | František Franěk                      | tschechoslowakischer Wasserballspieler und -schiedsrichter                                           | 72    |       |
| 14. November | Jacques Hannak                        | österreichischer Publizist und Journalist                                                            | 81    |       |
| 14. November | Joseph R. Holzapple                   | US-amerikanischer Offizier, Generalmajor der US-Army                                                 | 59    |       |
| 14. November | Etie van Rees                         | niederländische Malerin und Keramikerin                                                              | 83    |       |
| 14. November | Otto Schlaginhaufen                   | Schweizer Anthropologe, Ethnologe und Rassenhygieniker                                               | 94    |       |
| 14. November | Ferenc Szedlacsek                     | tschechoslowakischer Fußballspieler und -trainer                                                     | 75    |       |
| 15. November | Katharina Eleonore Behrend            | deutsch-niederländische Fotografin                                                                   | 85    |       |
| 15. November | Franz Richter                         | österreichischer Politiker (NSDAP), MdR                                                              | 68    |       |
| 15. November | Sid Rogell                            | US-amerikanischer Filmproduzent, Filmschaffender und Produktionsmanager                              | 73    |       |
| 15. November | Konrad von Schubert                   | deutscher Diplomat                                                                                   | 72    |       |
| 16. November | Lorenzo Fernández                     | uruguayischer Fußballspieler und -trainer                                                            | 73    |       |
| 16. November | Alfredo Ghierra                       | uruguayischer Fußballspieler                                                                         | 82    |       |
| 16. November | Hans Kouba                            | österreichischer Politiker (SPÖ), Mitglied des Bundesrates                                           | 61    |       |
| 16. November | Ernst Noffke                          | deutscher antifaschistischer Widerstandskämpfer, Verlagsleiter, Redakteur und Übersetzer             | 69    |       |
| 16. November | Paula Reimann                         | Schweizer Theaterschauspielerin                                                                      | 89    |       |
| 16. November | Alan Watts                            | englischer Religionsphilosoph und Priester, Professor und Dekan                                      | 58    |       |
| 17. November | Mirra Alfassa                         | spirituelle Partnerin des Weisen und Sehers Aurobindo                                                | 95    |       |
| 17. November | Rudolf Bredow                         | deutscher Maler                                                                                      | 64    |       |
| 17. November | Hamada Hirosuke                       | japanischer Kinderbuchautor                                                                          | 80    |       |
| 17. November | Otto Hecht                            | deutscher Entomologe                                                                                 | 73    |       |
| 17. November | Horst Herrmann                        | deutscher Mathematiker und Hochschullehrer                                                           | 67    |       |
| 17. November | Daniel Henrique Hostin                | brasilianischer Ordensgeistlicher, Bischof von Lages                                                 | 83    |       |
| 17. November | Wilhelm Kling                         | deutscher KPD- und SED-Funktionär                                                                    | 71    |       |
| 17. November | Lou Koster                            | luxemburgische Komponistin und Pianistin                                                             | 84    |       |
| 17. November | Otto Leibrecht                        | deutscher Rechtsanwalt und politischer Aktivist                                                      | 78    |       |
| 17. November | Elmer Richard Sims                    | US-amerikanischer Romanist und Hispanist                                                             | 90    |       |
| 17. November | Adolf Wissel                          | deutscher Genremaler bäuerlich-ländlicher Sujets                                                     | 79    |       |
| 18. November | Hendrik Albertus Brouwer              | niederländischer Geologe und Paläontologe                                                            | 87    |       |
| 18. November | Dettmar Coldewey                      | deutscher Heimatforscher und Autor                                                                   | 65    |       |
| 18. November | Alois Hába                            | tschechischer Komponist                                                                              | 80    |       |
| 18. November | Wilhelm Kauermann                     | deutscher Politiker (SPD)                                                                            | 75    |       |
| 18. November | Aubrey J. Kempner                     | englischer Mathematiker                                                                              | 93    |       |
| 18. November | Thomas Peter McKeefry                 | neuseeländischer Geistlicher, Erzbischof von Wellington und Kardinal der römisch-katholischen Kirche | 74    |       |
| 18. November | Theodor Spoerri                       | Schweizer Psychiater                                                                                 | 49    |       |
| 18. November | John Dashiell Stoops                  | US-amerikanischer Philosoph                                                                          | 100   |       |
| 19. November | Eduard Hopf                           | deutscher Maler                                                                                      | 72    |       |
| 19. November | Ernst Jantzen                         | deutscher Chemiker und Hochschullehrer                                                               | 78    |       |
| 19. November | William Kiernan                       | US-amerikanischer Szenenbildner beim Film                                                            | 65    |       |
| 19. November | Cèsar Martinell                       | katalanischer Architekt                                                                              | 84    |       |
| 19. November | Mike Salay                            | US-amerikanischer Rennfahrer                                                                         | 64    |       |
| 19. November | Ferdinand Trendelenburg               | deutscher Physiker                                                                                   | 77    |       |
| 19. November | Yrjö Ekqvist                          | finnischer Leichtathlet                                                                              | 75    |       |
| 20. November | Walter Fürstenau                      | deutscher Postbeamter, Zeichner und Karikaturist                                                     | 75    |       |
| 20. November | Hermann Huttel                        | deutscher Schriftsteller                                                                             | 78    |       |
| 20. November | Viola Lawrence                        | US-amerikanische Filmeditorin                                                                        | 78    |       |
| 20. November | Allan Sherman                         | US-amerikanischer Musiker, Parodist, Satiriker und Fernsehproduzent                                  | 48    |       |
| 20. November | Nelson Williams                       | US-amerikanischer Jazzmusiker                                                                        | 56    |       |
| 21. November | Gottlob Kamm                          | deutscher Politiker                                                                                  | 76    |       |
| 21. November | Johannes Klein                        | deutscher Germanist                                                                                  | 69    |       |
| 21. November | Josef Martin                          | deutscher Klassischer Philologe                                                                      | 89    |       |
| 21. November | Kåre Østerdal                         | norwegischer Skilangläufer und Nordischer Kombinierer                                                | 55    |       |
| 21. November | Thomas Pelly                          | US-amerikanischer Politiker                                                                          | 71    |       |
| 21. November | Wilhelm Pitz                          | Chorleiter bei den Bayreuther Festspielen                                                            | 76    |       |
| 21. November | Armand Thirard                        | französischer Kameramann                                                                             | 74    |       |
| 21. November | Wilhelm Winter                        | deutscher Landwirt und Politiker (BCSV, CDU)                                                         | 73    |       |
| 22. November | Kurt Badt                             | deutscher Kunsthistoriker                                                                            | 83    |       |
| 22. November | Alexander Clavel-Respinger            | Schweizer Textil- und Färberei-Industrieller                                                         |       |       |
| 22. November | Luise Deicher                         | deutsche Malerin                                                                                     | 82    |       |
| 22. November | Kurt Klemm                            | Regierungspräsident in Münster und Generalkommissar in Shitomir                                      | 79    |       |
| 22. November | Eugen Theodor Rimli                   | Schweizer Journalist und Verleger                                                                    | 64    |       |
| 22. November | Otto Schade                           | deutscher Politiker (CDU), MdL                                                                       | 63    |       |
| 23. November | Aichi Kiichi                          | japanischer Politiker                                                                                | 66    |       |
| 23. November | Claire Dodd                           | US-amerikanische Schauspielerin und Tänzerin                                                         | 61    |       |
| 23. November | Hans Friedrich Micheelsen             | deutscher Kirchenmusiker und Komponist                                                               | 71    |       |
| 23. November | Dee Dee Pierce                        | US-amerikanischer Jazz-Trompeter und Vokalist                                                        | 69    |       |
| 23. November | Hermann Schmidt zur Nedden            | deutscher Verwaltungs- und Kirchenjurist (Deutsche Christen)                                         | 80    |       |
| 23. November | Sessue Hayakawa                       | japanischer Schauspieler                                                                             | 84    |       |
| 23. November | Constance Talmadge                    | US-amerikanische Schauspielerin der Stummfilmzeit                                                    | 75    |       |
| 23. November | Jennie Tourel                         | russisch-amerikanische Opernsängerin (Mezzosopran) und Gesangspädagogin                              | 73    |       |
| 24. November | Hugh Llewellyn Glyn Hughes            | britischer Militärarzt                                                                               | 81    |       |
| 24. November | Nikolai Iljitsch Kamow                | sowjetischer Ingenieur                                                                               | 71    |       |
| 24. November | Josef Lucas                           | deutscher Architekt                                                                                  | 67    |       |
| 24. November | Philippe Henri Menoud                 | Schweizer evangelischer Geistlicher und Hochschullehrer                                              | 68    |       |
| 24. November | Rudolf Pamperrien                     | deutscher Diplomat                                                                                   | 77    |       |
| 24. November | Antonín Perner                        | tschechoslowakischer Fußballspieler                                                                  | 74    |       |
| 24. November | Hermann Schütt                        | deutscher Pädagoge und Hochschullehrer                                                               | 85    |       |
| 24. November | Karl Streck                           | deutscher Schauspieler und Regisseur                                                                 | 46    |       |
| 24. November | John Anthony Tuckson                  | australischer Maler und stellvertretender Direktor der Art Gallery of New South Wales                | 52    |       |
| 24. November | Ushiroku Jun                          | General der kaiserlich japanischen Armee                                                             | 89    |       |
| 25. November | Finn Bjørnseth                        | norwegischer Schriftsteller                                                                          | 49    |       |
| 25. November | Laurence Harvey                       | britisch-litauischer Schauspieler                                                                    | 45    |       |
| 25. November | Augustin Lusser                       | Schweizer Politiker (CVP)                                                                            | 77    |       |
| 25. November | Rex Maxon                             | US-amerikanischer Comiczeichner                                                                      | 81    |       |
| 25. November | Giuseppe Placido Nicolini             | Bischof und Abt der Römisch-katholischen Kirche                                                      | 96    |       |
| 25. November | Elisa Leonida Zamfirescu              | rumänische Ingenieurin                                                                               | 86    |       |
| 26. November | Albert Henry DeSalvo                  | US-amerikanischer Serienmörder                                                                       | 42    |       |
| 26. November | Eberhard Faden                        | deutscher Historiker, Schullehrer und Leiter des Berliner Stadtarchivs (1939–1945)                   | 84    |       |
| 26. November | Ernst Gadermann                       | deutscher Oberstabsarzt der deutschen Luftwaffe im Zweiten Weltkrieg                                 | 59    |       |
| 26. November | Alfred Ollerup Jørgensen              | dänischer Turner                                                                                     | 83    |       |
| 26. November | Simone Mangelsdorff                   | deutsche Opernsängerin (Sopran)                                                                      | 42    |       |
| 26. November | Adolf Richter                         | deutscher Politiker (SPD), MdL                                                                       | 73    |       |
| 26. November | John Rostill                          | britischer Musiker                                                                                   | 31    |       |
| 26. November | Heinz Ulrich                          | deutscher Theater- und Filmschauspieler                                                              | 56    |       |
| 26. November | Charles Evans Whittaker               | US-amerikanischer Jurist, Richter am Obersten Gerichtshof der Vereinigten Staaten (1957–1962)        | 72    |       |
| 27. November | Frank Christian                       | US-amerikanischer Jazz-Kornettist                                                                    | 86    |       |
| 27. November | Martin Plessner                       | deutscher Orientalist                                                                                | 72    |       |
| 27. November | Walter Rheinhold                      | deutscher Politiker (FDP), MdL                                                                       | 76    |       |
| 27. November | Bruno Steffen                         | deutscher Luftfahrtpionier, Pilot und Flugzeugbauer                                                  | 82    |       |
| 28. November | Edmond Bruce                          | US-amerikanischer Elektroingenieur                                                                   | 74    |       |
| 28. November | Charles Crodel                        | deutscher Maler und Grafiker                                                                         | 79    |       |
| 28. November | Hans Stephan                          | deutscher Architekt                                                                                  | 71    |       |
| 29. November | Fred Apostoli                         | US-amerikanischer Boxweltmeister                                                                     | 60    |       |
| 29. November | Marthe Bibesco                        | französische Schriftstellerin                                                                        | 87    |       |
| 29. November | Felix Braun                           | österreichischer Schriftsteller                                                                      | 88    |       |
| 29. November | Otto Krüger                           | deutscher Wissenschaftler                                                                            | 78    |       |
| 29. November | Wladimir Wassiljewitsch Kurassow      | sowjetischer Armeegeneral                                                                            | 76    |       |
| 29. November | Oswald Menghin                        | österreichischer Prähistoriker, Unterrichtsminister                                                  | 85    |       |
| 29. November | Josef Somló                           | ungarischer Filmproduzent und Manager der österreich-ungarischen und deutschen Filmwirtschaft        | 89    |       |
| 30. November | Rita Georg                            | deutsche Soubrette und Operettensängerin (Sopran)                                                    | 73    |       |
| 30. November | Marie-Anne von Goldschmidt-Rothschild | deutsche Kunstsammlerin, Malerin, Schriftstellerin                                                   | 81    |       |
| 30. November | Alexander Pawlowitsch Kurynow         | sowjetischer Gewichtheber                                                                            | 39    |       |
| 30. November | André Sicard                          | französischer Langstreckenläufer                                                                     | 58    |       |
| 30. November | Bruce Yarnell                         | US-amerikanischer Schauspieler, Musical- und Opernsänger                                             | 37    |       |
| November     | Hans von Morhart                      | deutscher Filmschauspieler in Hollywood und der Bundesrepublik Deutschland                           | 77    |       |

## Dezember
| Tag          | Name                                 | Beruf, bekannt als                                                                                              | Alter | Beleg |
| ------------ | ------------------------------------ | --- | ----- | ----- |
| 1. Dezember  | David Ben-Gurion                     | israelischer Politiker                                                                                          | 87    |       |
| 1. Dezember  | Victor Theodor Slama                 | österreichischer Maler und Grafiker                                                                             | 83    |       |
| 1. Dezember  | Conrad Vogt-Svendsen                 | norwegischer Seemannspastor                                                                                     | 59    |       |
| 2. Dezember  | Giacomo Carboni                      | italienischer General; Chef des militärischen Nachrichtendienstes (1939–1940, 1943)                             | 84    |       |
| 2. Dezember  | Raúl Contreras                       | salvadorianischer Dichter, Dramatiker und Diplomat                                                              | 77    |       |
| 2. Dezember  | Friedrich Feyrter                    | österreichischer Pathologe                                                                                      | 78    |       |
| 2. Dezember  | Richard Harder                       | deutscher Botaniker und Hochschullehrer                                                                         | 85    |       |
| 2. Dezember  | Ferdinand Jung                       | deutscher Politiker (KPD/SED), Zweiter Sekretär der SED-Bezirksleitung Suhl, Widerstandskämpfer                 | 68    |       |
| 2. Dezember  | Bernhard Rösler                      | deutscher Unternehmer                                                                                           | 67    |       |
| 2. Dezember  | Vaclovas Sidzikauskas                | litauischer Jurist und Diplomat                                                                                 | 80    |       |
| 2. Dezember  | Iwan Slesjuk                         | ukrainischer Bischof, Märtyrer, Seliger                                                                         | 77    |       |
| 2. Dezember  | Watson Washburn                      | US-amerikanischer Tennisspieler                                                                                 | 79    |       |
| 3. Dezember  | Emile Christian                      | US-amerikanischer New Orleans Jazz-Musiker (Posaune, Kontrabass, Kornett) und Komponist                         | 78    |       |
| 3. Dezember  | Adolfo Ruiz Cortines                 | mexikanischer Präsident (1952–1958)                                                                             | 82    |       |
| 3. Dezember  | Arthur C. Goebel                     | amerikanischer Luftfahrtpionier und Filmschauspieler                                                            | 78    |       |
| 3. Dezember  | Willi Grafeneder                     | österreichischer Politiker (SPÖ), Landtagsabgeordneter                                                          | 66    |       |
| 3. Dezember  | Friedrich Hillegeist                 | Gewerkschafter und österreichischer Politiker                                                                   | 78    |       |
| 3. Dezember  | Curt Kretzschmar                     | deutscher Dirigent                                                                                              | 78    |       |
| 3. Dezember  | Georg Menges                         | deutscher Kommunal- und Landespolitiker (DVP), MdL                                                              | 85    |       |
| 3. Dezember  | Oskar Putz                           | Leibdiener des deutschen Reichspräsidenten Paul von Hindenburg                                                  | 79    |       |
| 3. Dezember  | Eva Schumann                         | deutsche Übersetzerin                                                                                           | 84    |       |
| 4. Dezember  | Oswald Raynor Arthur                 | britischer Kolonialadministrator                                                                                | 67    |       |
| 4. Dezember  | Johann Fehrmann                      | deutscher Politiker (DP), MdBB                                                                                  | 65    |       |
| 4. Dezember  | Richard Pillsbury Gale               | US-amerikanischer Politiker                                                                                     | 73    |       |
| 4. Dezember  | Hirai Tarō                           | japanischer Politiker                                                                                           | 68    |       |
| 4. Dezember  | Bernhard Huys                        | deutscher Maler                                                                                                 | 78    |       |
| 4. Dezember  | Lauri Lehtinen                       | finnischer Leichtathlet                                                                                         | 65    |       |
| 4. Dezember  | Thomas McEllistrim senior            | irischer Politiker                                                                                              | 79    |       |
| 4. Dezember  | Willy Müller                         | deutscher Landwirt und Politiker (CNBL, DP), MdL                                                                | 89    |       |
| 4. Dezember  | Michael O’Shea                       | US-amerikanischer Schauspieler                                                                                  | 67    |       |
| 4. Dezember  | Oka Takazumi                         | Vizeadmiral der Kaiserlich Japanischen Marine                                                                   | 83    |       |
| 4. Dezember  | Jesse Rogers                         | US-amerikanischer Old-Time- und Country-Musiker                                                                 | 62    |       |
| 4. Dezember  | Franz Strube                         | deutscher Gewerkschafter (FDGB)                                                                                 | 69    |       |
| 5. Dezember  | Othmar Peter Hartmann                | österreichischer Maler                                                                                          | 75    |       |
| 5. Dezember  | Gerti Kammerzell                     | österreichisch-deutsche Schauspielerin                                                                          | 57    |       |
| 5. Dezember  | Vojeslav Molé                        | jugoslawischer Kunsthistoriker                                                                                  | 86    |       |
| 5. Dezember  | Hellmuth Mueller-Leutert             | deutscher Maler, Graphiker und Bildhauer                                                                        | 81    |       |
| 5. Dezember  | Joachim Rohleder                     | deutscher Offizier, zuletzt Oberst im Zweiten Weltkrieg                                                         | 81    |       |
| 5. Dezember  | Robert Watson-Watt                   | schottischer Physiker                                                                                           | 81    |       |
| 5. Dezember  | Eugeni Xammar                        | katalanischer Journalist                                                                                        |       |       |
| 6. Dezember  | Isabella von Österreich-Teschen      | Erzherzogin von Österreich-Teschen                                                                              | 85    |       |
| 6. Dezember  | Ernst Ludwig Leyser                  | deutscher Politiker (NSDAP) und SS-Brigadeführer                                                                | 77    |       |
| 6. Dezember  | Antonino Pagliaro                    | italienischer Iranist, Gräzist und Sprachphilosoph                                                              | 75    |       |
| 6. Dezember  | Friedrich Panse                      | deutscher Mediziner und Aktion-T4-Gutachter                                                                     | 74    |       |
| 6. Dezember  | Wolfgang Rottsieper                  | deutscher Schauspieler und Hörspielsprecher                                                                     | 54    |       |
| 6. Dezember  | Joseph L. Walsh                      | US-amerikanischer Mathematiker                                                                                  | 78    |       |
| 6. Dezember  | Justus Hermann Wetzel                | deutscher Komponist, Schriftsteller und Musikpädagoge                                                           | 94    |       |
| 7. Dezember  | Gordon Beecher                       | US-amerikanischer Komponist und Vizeadmiral                                                                     | 69    |       |
| 7. Dezember  | Fred Haltiner                        | Schweizer Schauspieler                                                                                          | 36    |       |
| 7. Dezember  | Sebastian Huber                      | deutscher Politiker (CSU), MdL                                                                                  | 70    |       |
| 7. Dezember  | Camilo Mori                          | chilenischer Maler                                                                                              | 77    |       |
| 7. Dezember  | Philipp Pless                        | deutscher Politiker (KPD, SPD), MdL, Gewerkschafter, Journalist und Widerstandskämpfer gegen den Nationalsoz... | 67    |       |
| 7. Dezember  | Johannes Rath                        | deutscher Maler und Pfarrer                                                                                     | 63    |       |
| 7. Dezember  | Eino Soinio                          | finnischer Fußballspieler                                                                                       | 79    |       |
| 7. Dezember  | Philip Tannura                       | US-amerikanischer Kameramann, Kinderdarsteller und Film- und Fernsehregisseur                                   | 76    |       |
| 8. Dezember  | Walter Gustav Brenner                | deutscher Ingenieur für Landmaschinentechnik                                                                    | 74    |       |
| 8. Dezember  | Theodor Dobler                       | deutscher Arzt; Präsident des Hartmannbundes                                                                    | 80    |       |
| 8. Dezember  | Griffith C. Evans                    | US-amerikanischer Mathematiker                                                                                  | 86    |       |
| 8. Dezember  | Johann Hautzinger                    | österreichischer Politiker (ÖVP), Landtagspräsident im Burgenland, Mitglied des Bundesrates                     | 64    |       |
| 8. Dezember  | Johannes Keusch                      | deutscher Diplomat, Botschafter der DDR                                                                         | 61    |       |
| 8. Dezember  | Willy Reichert                       | deutscher Komiker und Schauspieler                                                                              | 77    |       |
| 8. Dezember  | Dorothy Shakespear                   | britische Malerin und Grafikerin, beteiligt an der Vortizismus-Bewegung                                         | 87    |       |
| 9. Dezember  | Fernand Desonay                      | belgischer Romanist und Schriftsteller                                                                          | 74    |       |
| 9. Dezember  | William Harold Ingrams               | britischer Kolonialbeamter                                                                                      | 76    |       |
| 9. Dezember  | Harry Isaacs                         | englischer Pianist und Musikpädagoge                                                                            | 71    |       |
| 9. Dezember  | Wilhelm Meile                        | Schweizer Ökonom und Politiker                                                                                  | 87    |       |
| 9. Dezember  | Ernest Page                          | britischer Sprinter                                                                                             | 63    |       |
| 9. Dezember  | Leonid Perwomajskyj                  | ukrainisch-sowjetischer Dichter und Schriftsteller                                                              | 65    |       |
| 9. Dezember  | Josef Reichert                       | deutscher Musiklehrer, Chorleiter und Rundfunkjournalist                                                        | 72    |       |
| 9. Dezember  | Josef Roggenkamp                     | deutscher Politiker der CDU und des Zentrums                                                                    | 76    |       |
| 9. Dezember  | Urbain Wallet                        | französischer Fußballspieler                                                                                    | 74    |       |
| 10. Dezember | Luigia Bonfanti                      | italienische Sprinterin und Weitspringerin                                                                      | 66    |       |
| 10. Dezember | Hans Frey                            | Schweizer Klavierspieler                                                                                        | 60    |       |
| 10. Dezember | Karl Oltersdorf                      | deutscher Widerstandskämpfer und Gewerkschaftsfunktionär                                                        | 84    |       |
| 10. Dezember | Ralph Stackpole                      | amerikanischer Bildhauer, Maler, Wandmaler, Radierer und Kunstpädagoge                                          | 88    |       |
| 10. Dezember | Wolf V. Vishniac                     | US-amerikanischer Mikrobiologe                                                                                  | 51    |       |
| 11. Dezember | Friedrich Ahlers-Hestermann          | deutscher Maler                                                                                                 | 90    |       |
| 11. Dezember | Max Christian Feiler                 | deutscher Musiker, Schriftsteller, Theatermusiker, Theaterautor und Theaterkritiker                             | 69    |       |
| 11. Dezember | Otto Funke                           | österreichischer Anglist, Sprachwissenschaftler und Hochschullehrer                                             | 88    |       |
| 11. Dezember | Angiolo Gabrielli                    | italienischer Radrennfahrer                                                                                     | 79    |       |
| 11. Dezember | Paul Hoffmann                        | deutscher Verwaltungsjurist                                                                                     | 72    |       |
| 11. Dezember | Hans Reiter                          | deutscher Politiker (NSDAP), MdR                                                                                | 72    |       |
| 11. Dezember | Anatol Rosenfeld                     | deutscher Literaturkritiker                                                                                     | 61    |       |
| 11. Dezember | Antoni Szymański                     | polnischer General und Politiker                                                                                | 79    |       |
| 11. Dezember | Wilhelm Michael Treichlinger         | österreichischer Schriftsteller und Übersetzer                                                                  | 71    |       |
| 12. Dezember | Rudolf Kloiber                       | deutscher Dirigent und Musikschriftsteller                                                                      | 74    |       |
| 12. Dezember | Ranald MacDougall                    | US-amerikanischer Drehbuchautor, Filmregisseur und Filmproduzent                                                | 58    |       |
| 12. Dezember | Nomura Naokuni                       | japanischer Admiral und Politiker                                                                               | 88    |       |
| 12. Dezember | Willi Oelgardt                       | deutscher Fußballtrainer                                                                                        | 61    |       |
| 12. Dezember | Erwin Ratz                           | österreichischer Musiktheoretiker und Musikwissenschaftler                                                      | 74    |       |
| 13. Dezember | Wilhelm Balters                      | deutscher Zahnheilkundler                                                                                       | 80    |       |
| 13. Dezember | Giuseppe Beltrami                    | italienischer Geistlicher, Kardinal der römisch-katholischen Kirche                                             | 84    |       |
| 13. Dezember | Henry Green                          | britischer Schriftsteller                                                                                       | 68    |       |
| 13. Dezember | Josef Knap                           | tschechischer Schriftsteller, Dichter, Literaturkritiker, Vertreter des Ruralismus                              | 73    |       |
| 13. Dezember | Blasius Kurz                         | deutscher Franziskaner und katholischer Bischof                                                                 | 79    |       |
| 13. Dezember | Dick Tol                             | niederländischer Fußballspieler                                                                                 | 39    |       |
| 13. Dezember | Josefine Wrbna-Kaunitz               | deutsche Vermögensverwalterin                                                                                   | 77    |       |
| 13. Dezember | Manuel Jerónimo Yerena y Camarena    | mexikanischer Geistlicher, Bischof von Huejutla                                                                 | 87    |       |
| 14. Dezember | Hans Feßler                          | österreichischer Architekt                                                                                      | 77    |       |
| 14. Dezember | Heinrich Kirchheim                   | deutscher Offizier, zuletzt Generalleutnant im Zweiten Weltkrieg                                                | 91    |       |
| 14. Dezember | Johannes Neuhäusler                  | deutscher katholischer Bischof und kirchlicher Widerstandskämpfer im Dritten Reich                              | 85    |       |
| 14. Dezember | Georg Pfleiderer                     | deutscher Architekt                                                                                             | 81    |       |
| 14. Dezember | Karl Schenk                          | Schweizer Maler und Bildhauer                                                                                   | 68    |       |
| 14. Dezember | Josef Magnus Wehner                  | deutscher Schriftsteller und Bühnenautor                                                                        | 82    |       |
| 15. Dezember | Clement Armitage                     | britischer General                                                                                              | 92    |       |
| 15. Dezember | Willem Hesselink                     | niederländischer Fußballspieler, -trainer und funktionär                                                        | 95    |       |
| 15. Dezember | Orest Alexandrowitsch Jewlachow      | russischer Komponist                                                                                            | 61    |       |
| 15. Dezember | Johann Dietrich Lauenstein           | deutscher Jurist und Ministerialbeamter                                                                         | 80    |       |
| 16. Dezember | Ludwig Maria Florian                 | deutscher Verwaltungsbeamter und Kommunalpolitiker (CDU)                                                        | 73    |       |
| 16. Dezember | Xaver Fuhr                           | deutscher Maler                                                                                                 | 75    |       |
| 16. Dezember | Marte R. Gómez                       | mexikanischer Agraringenieur und Politiker (PRI)                                                                | 77    |       |
| 16. Dezember | Ernst Heppner                        | Arzt | 82    |       |
| 16. Dezember | Helmut Holtzhauer                    | deutscher Politiker (SED) und Literaturhistoriker                                                               | 61    |       |
| 16. Dezember | Fernando Pascoal Neves               | portugiesischer Fußballspieler                                                                                  | 26    |       |
| 16. Dezember | Arthur Reinhardt                     | deutscher Schauspieler                                                                                          | 80    |       |
| 16. Dezember | Hilde von Stolz                      | österreichisch-deutsche Schauspielerin                                                                          | 70    |       |
| 16. Dezember | Hans Stübner                         | deutscher Maler und bildender Künstler                                                                          | 73    |       |
| 16. Dezember | Chemjo Vinaver                       | polnischer Dirigent, Komponist und Musikwissenschaftler                                                         |       |       |
| 17. Dezember | Charles Greeley Abbot                | US-amerikanischer Astrophysiker                                                                                 | 101   |       |
| 17. Dezember | Amleto Giovanni Cicognani            | italienischer Kurienkardinal, Kardinalstaatssekretär der katholischen Kirche (1961–1969)                        | 90    |       |
| 17. Dezember | Hans Edelmann                        | deutscher Heimatforscher                                                                                        | 85    |       |
| 17. Dezember | Patrick Hadley                       | englischer Komponist und Hochschullehrer                                                                        | 74    |       |
| 17. Dezember | Fritz Heide                          | deutscher Mineraloge                                                                                            |       |       |
| 17. Dezember | Josef Klein                          | deutscher Motorradrennfahrer                                                                                    | 69    |       |
| 17. Dezember | Sjef van Run                         | niederländischer Fußballspieler                                                                                 | 69    |       |
| 17. Dezember | Olga Signorelli                      | italienische Schriftstellerin, Journalistin und Übersetzerin aus dem Russischen                                 | 90    |       |
| 17. Dezember | Willi Trinne                         | deutscher Politiker (FDP)                                                                                       | 89    |       |
| 18. Dezember | Bruno Bielefeld                      | deutscher Maler, Radierer und Lithograf                                                                         | 94    |       |
| 18. Dezember | Alexander Coutanche, Baron Coutanche | britischer Politiker und Jurist auf Jersey                                                                      | 81    |       |
| 18. Dezember | Lieselotte Friedlaender              | deutsche Pressezeichnerin, Modezeichnerin, Gebrauchsgrafikerin und Malerin                                      | 75    |       |
| 18. Dezember | Pentti Taskinen                      | finnischer Biathlet                                                                                             | 44    |       |
| 18. Dezember | Ebba Thomsen                         | dänische Theater- und Stummfilmschauspielerin                                                                   | 86    |       |
| 19. Dezember | Prentiss M. Brown                    | US-amerikanischer demokratischer Abgeordneter des Repräsentantenhauses und Senator                              | 84    |       |
| 19. Dezember | Karl Demerer                         | österreichisch-polnischer Bankangestellter und jüdischer Lagerältester                                          | 72    |       |
| 19. Dezember | Erich Hausen                         | US-amerikanisch-deutscher kommunistischer Politiker (USPD, KPD) und antifaschistischer Widerstandskämpfer       | 73    |       |
| 19. Dezember | Hermann Hülser                       | deutscher Politiker (CDU), MdL und Oberbürgermeister von Viersen                                                | 85    |       |
| 19. Dezember | Povilas Plechavičius                 | litauischer General                                                                                             | 83    |       |
| 19. Dezember | Helmuth Schönnenbeck                 | deutscher Filmeditor und Filmproduzent                                                                          | 71    |       |
| 19. Dezember | Hermann Wirtz                        | deutscher Unternehmer                                                                                           | 77    |       |
| 19. Dezember | Friedrich Zoepfl                     | deutscher Historiker                                                                                            | 88    |       |
| 20. Dezember | Michael Alt                          | deutscher Musikpädagoge                                                                                         | 68    |       |
| 20. Dezember | Heinrich Berggötz                    | deutscher Politiker (CSVD, CDU, BVP, NPD)                                                                       | 84    |       |
| 20. Dezember | Theodor Beste                        | deutscher Ökonom, Professor für Betriebswirtschaftslehre                                                        | 79    |       |
| 20. Dezember | Richard Cain                         | amerikanischer Polizist und Mobster                                                                             | 42    |       |
| 20. Dezember | Luis Carrero Blanco                  | spanischer Militär (Admiral) und Politiker                                                                      | 69    |       |
| 20. Dezember | Bobby Darin                          | US-amerikanischer Allroundmusiker (Rock, Swing, Folk, Protest), Entertainer und Schauspieler                    | 37    |       |
| 20. Dezember | Timofei Fjodorowitsch Gorbatschow    | russischer Bergbauingenieur                                                                                     | 73    |       |
| 20. Dezember | Philipp Hettrich                     | deutscher Landwirt und Politiker (CSU), Bürgermeister und MdL Bayern                                            | 73    |       |
| 20. Dezember | Käthe von Nagy                       | ungarische Schauspielerin                                                                                       | 69    |       |
| 20. Dezember | Carl Pietscher                       | deutscher Jurist und Politiker (DNVP, CDU), MdB                                                                 | 73    |       |
| 20. Dezember | Matthias Premm                       | österreichischer katholischer Theologe und Hochschullehrer                                                      | 83    |       |
| 20. Dezember | Rudolf Scholder                      | deutscher Chemiker                                                                                              | 77    |       |
| 20. Dezember | Anton Szantyr                        | polnisch-deutscher Klassischer Philologe                                                                        | 63    |       |
| 21. Dezember | Hans Berger                          | deutscher Boxer                                                                                                 | 67    |       |
| 21. Dezember | Leonhard Goppelt                     | deutscher Theologe (evangelisch)                                                                                | 62    |       |
| 21. Dezember | Horacio Harrington                   | argentinischer Geologe und Paläontologe                                                                         | 63    |       |
| 21. Dezember | Kurt Lade                            | deutscher Maler und Grafiker                                                                                    | 68    |       |
| 21. Dezember | Hugo Wiedeck                         | deutscher Unternehmer und Politiker (CDU), MdB                                                                  | 63    |       |
| 22. Dezember | James Anderson                       | australischer Tennisspieler                                                                                     | 79    |       |
| 22. Dezember | Walter Brosius                       | deutscher Politiker (FDP), MdHB                                                                                 | 71    |       |
| 22. Dezember | Georg Eichholz                       | deutscher evangelischer Theologe                                                                                | 64    |       |
| 22. Dezember | Virgil Max Exner                     | US-amerikanischer Automobildesigner                                                                             | 64    |       |
| 22. Dezember | Maria Grausenburger                  | österreichische Bäuerin und Kriegerwitwe                                                                        | 72    |       |
| 22. Dezember | Joseph Illerhaus                     | deutscher Politiker (CDU), MdB, MdEP                                                                            | 70    |       |
| 22. Dezember | Edward J. Kay                        | US-amerikanischer Komponist                                                                                     | 75    |       |
| 22. Dezember | Else von Richthofen                  | deutsche Gewerbeinspektorin und Sozialwissenschaftlerin                                                         | 99    |       |
| 22. Dezember | Josef Schafheutle                    | deutscher Jurist und Ministerialbeamter                                                                         | 69    |       |
| 23. Dezember | Christopher Del Sesto                | US-amerikanischer Politiker                                                                                     | 66    |       |
| 23. Dezember | Ralph Fox                            | US-amerikanischer Mathematiker                                                                                  | 60    |       |
| 23. Dezember | Emil Gsell                           | Schweizer Ökonom, Professor für Betriebswirtschaftslehre                                                        | 74    |       |
| 23. Dezember | František Hertl                      | tschechischer Solokontrabassist, Komponist und Dirigent                                                         | 67    |       |
| 23. Dezember | Otto Montag                          | deutscher Fußballspieler                                                                                        | 76    |       |
| 23. Dezember | Irna Phillips                        | US-amerikanische Drehbuchautorin, Lehrerin und Schauspielerin                                                   | 72    |       |
| 23. Dezember | John Erskine Read                    | kanadischer Jurist und Richter am Internationalen Gerichtshof                                                   | 85    |       |
| 23. Dezember | Bruno Wolke                          | deutscher Radrennfahrer                                                                                         | 69    |       |
| 24. Dezember | Reinhold Bosch                       | Schweizer Lehrer, Historiker und Archäologe                                                                     | 86    |       |
| 24. Dezember | Helmuth Conradi                      | deutscher Architekt                                                                                             | 70    |       |
| 24. Dezember | Vittoria Crispo                      | italienische Schauspielerin                                                                                     | 68    |       |
| 24. Dezember | Fritz Gause                          | deutscher Philologe, Historiker und Archivar                                                                    | 80    |       |
| 24. Dezember | Hans Heyne                           | deutscher Manager                                                                                               | 73    |       |
| 24. Dezember | Gerard Peter Kuiper                  | US-amerikanischer Astronom niederländischer Herkunft                                                            | 68    |       |
| 24. Dezember | Erling Lindboe                       | norwegischer Eisschnellläufer                                                                                   | 63    |       |
| 24. Dezember | André Mutter                         | französischer Politiker (PRL, CNIP)                                                                             | 72    |       |
| 24. Dezember | E. V. Ramasami                       | tamilischer Politiker und Sozialreformer                                                                        | 94    |       |
| 24. Dezember | Hermann von Rautenkranz              | deutscher Unternehmer                                                                                           | 90    |       |
| 24. Dezember | Manfred Schröter                     | Kulturphilosoph                                                                                                 | 93    |       |
| 24. Dezember | Sergei Stepanowitsch Tschachotin     | russischer Mikrobiologe und gesellschaftlicher Visionär                                                         | 90    |       |
| 24. Dezember | Alexander Werth                      | deutscher Jurist, Staatsbeamter und Fabrikant                                                                   | 65    |       |
| 24. Dezember | Xu Daolin                            | chinesischer Jurist                                                                                             | 66    |       |
| 25. Dezember | Franz Josef Birnbaumer               | österreichischer Politiker (ÖVP), Landtagsabgeordneter zum Vorarlberger Landtag                                 | 69    |       |
| 25. Dezember | Lawrence Benjamin Brown              | US-amerikanischer Pianist und Arrangeur                                                                         | 80    |       |
| 25. Dezember | Richard Harney                       | US-amerikanischer Bluesmusiker                                                                                  | 71    |       |
| 25. Dezember | İsmet İnönü                          | General der Osmanischen Armee, Staatspräsident und Ministerpräsident der Türkei                                 | 89    |       |
| 25. Dezember | Ernst Metz                           | deutscher Maler und Grafiker                                                                                    | 81    |       |
| 25. Dezember | Otto Morach                          | Schweizer Maler                                                                                                 | 86    |       |
| 25. Dezember | Paul Rose                            | deutscher Theaterleiter und Schauspieler                                                                        | 73    |       |
| 25. Dezember | Joe Simpson                          | kanadischer Eishockeyspieler und -trainer                                                                       | 80    |       |
| 25. Dezember | Gabriel Voisin                       | französischer Flugzeug- und Automobilkonstrukteur                                                               | 93    |       |
| 26. Dezember | Steven Geray                         | US-amerikanischer Schauspieler                                                                                  | 69    |       |
| 26. Dezember | William Haines                       | US-amerikanischer Schauspieler                                                                                  | 73    |       |
| 26. Dezember | Harold Hotelling                     | US-amerikanischer Statistiker                                                                                   | 78    |       |
| 26. Dezember | Elfriede Kneiphoff                   | deutsche Malerin                                                                                                | 73    |       |
| 26. Dezember | Harold B. Lee                        | 11. Präsident der Kirche Jesu Christi der Heiligen der Letzten Tage                                             | 74    |       |
| 26. Dezember | Federigo Melis                       | italienischer Wirtschaftshistoriker                                                                             | 59    |       |
| 26. Dezember | Lowman Pauling                       | US-amerikanischer R&B-Gitarrist, Sänger und Songwriter                                                          | 47    |       |
| 26. Dezember | Josephine Rensch                     | norwegische Lebensgefährtin von Albert Langen                                                                   | 92    |       |
| 26. Dezember | Hans Seidl                           | deutscher Komponist, Musiker und Volksliedsammler                                                               | 66    |       |
| 26. Dezember | Wilhelm Sternfeld                    | Journalist, Schriftsteller und Exilforscher                                                                     | 85    |       |
| 26. Dezember | Herbert Tingsten                     | schwedischer Politikwissenschaftler, Schriftsteller und Zeitungsverleger                                        | 77    |       |
| 26. Dezember | Bernhard Vollmer                     | deutscher Politiker, MdBB                                                                                       | 71    |       |
| 27. Dezember | Charles Dewey                        | deutscher SED-Funktionär, Finanz- und Wirtschaftsfunktionär                                                     | 57    |       |
| 27. Dezember | Josef Hofmann                        | deutscher Journalist und Politiker (CDU), MdL                                                                   | 76    |       |
| 27. Dezember | Emil Jermis                          | deutscher Politiker (SPD), MdA                                                                                  | 77    |       |
| 28. Dezember | Ernst Benedikt                       | österreichischer Publizist und Schriftsteller                                                                   | 91    |       |
| 28. Dezember | Willi Prinz                          | deutscher Politiker (KPD)                                                                                       | 64    |       |
| 28. Dezember | Alexander Arturowitsch Rou           | sowjetischer Filmregisseur und Drehbuchautor                                                                    | 67    |       |
| 28. Dezember | Rudi Schuricke                       | deutscher Sänger und Schauspieler                                                                               | 60    |       |
| 28. Dezember | Rudolf Wille                         | deutscher Ingenieur, Experte für Strömungstechnik und Hochschullehrer                                           | 62    |       |
| 29. Dezember | Willy Birgel                         | deutscher Schauspieler                                                                                          | 82    |       |
| 29. Dezember | Centa Hafenbrädl                     | deutsche Kommunalpolitikerin (CSU)                                                                              | 79    |       |
| 29. Dezember | Burr Harrison                        | US-amerikanischer Politiker                                                                                     | 69    |       |
| 29. Dezember | Cal Rayborn                          | US-amerikanischer Motorradrennfahrer, Motorradweltrekordhalter (1970–1975)                                      | 33    |       |
| 29. Dezember | Maurus Schellhorn                    | österreichischer Benediktinermönch, Priester und Professor der Kirchengeschichte                                | 85    |       |
| 29. Dezember | Wang Zhiming                         | chinesischer protestantischer Pfarrer                                                                           |       |       |
| 30. Dezember | Henri Büsser                         | französischer Komponist und Musikpädagoge                                                                       | 101   |       |
| 30. Dezember | Marcel Gensoul                       | französischer Admiral                                                                                           | 93    |       |
| 30. Dezember | Karl August Horst                    | deutscher Schriftsteller, Übersetzer und Literaturkritiker                                                      | 60    |       |
| 30. Dezember | Alexander Maes                       | belgischer Radrennfahrer                                                                                        | 72    |       |
| 30. Dezember | Gerhard Meyer                        | deutscher Ökonom                                                                                                | 70    |       |
| 30. Dezember | Michail Michailowitsch Somow         | sowjetischer Ozeanologe, Polarforscher                                                                          | 65    |       |
| 30. Dezember | Konstantin Andrejewitsch Werschinin  | sowjetischer Pilot und Generaloberst                                                                            | 73    |       |
| 31. Dezember | Josef Maria Boehm                    | österreichisch-deutscher Ingenieur und NASA-Raketenexperte                                                      | 65    |       |
| 31. Dezember | Mario Boero                          | italienischer Wasserballspieler                                                                                 | 80    |       |
| 31. Dezember | Carmelo Colamonico                   | italienischer Geograph und Akademiker                                                                           | 91    |       |
| 31. Dezember | Vincent Victor Dereere               | belgischer Karmelit und Missionar                                                                               | 93    |       |
| 31. Dezember | Brynolf Larsson                      | schwedischer Langstreckenläufer                                                                                 | 88    |       |
| 31. Dezember | Hellmut Ley                          | deutscher Chemiker und Vorstandsvorsitzender der Metallgesellschaft AG                                          | 64    |       |
| 31. Dezember | Herman Nankman                       | niederländischer Radrennfahrer                                                                                  | 76    |       |
| 31. Dezember | Heinrich Pfleiderer                  | deutscher Bioklimatologe und Hochschullehrer                                                                    | 73    |       |
| 31. Dezember | Karl Siebert                         | deutscher Gewerkschafter                                                                                        | 77    |       |
| 31. Dezember | A. Edward Sutherland                 | britischer Filmregisseur und Stummfilmschauspieler                                                              | 78    |       |
| 31. Dezember | Peter Trunk                          | deutscher Jazzmusiker (Bass, Bassgitarre, Cello), Komponist und Arrangeur                                       | 37    |       |
| 31. Dezember | Alexander N. Vyssotsky               | russisch-amerikanischer Astronom                                                                                | 85    |       |
| 31. Dezember | Wilbur M. White                      | US-amerikanischer Politiker                                                                                     | 83    |       |
| Dezember     | Hubert Baumgärtel                    | deutscher Kunsthistoriker und Verleger                                                                          | 88    |       |
| Dezember     | Alfred Herman                        | US-amerikanischer Artdirector und Szenenbildner                                                                 | 84    |       |
| Dezember     | Helene Künne                         | deutsche Verbandsfunktionärin                                                                                   |       |       |
| Dezember     | Irvin Talbot                         | US-amerikanischer Dirigent von Filmmusik                                                                        | 79    |       |